# Mas Padró
Mas Padró – miejscowość w Hiszpanii, w Katalonii, w prowincji Girona, w comarce Gironès, w gminie Celrà.
Według danych INE z 2004 roku miejscowość zamieszkiwało 15 osób.